# Tipula (Vestiplex) kashkarovi
Tipula (Vestiplex) kashkarovi is een tweevleugelige uit de familie langpootmuggen (Tipulidae). De soort komt voor in het Palearctisch gebied.